# Schnabelwaid
Schnabelwaid é um município da Alemanha, no distrito de Bayreuth, na região administrativa da Alta Francónia, estado de Baviera.